# Maliam Mdoko
 (août 2024).
Maliam Mdoko est une architecte malawite. Elle est la toute première femme présidente de l'Institut des architectes du Malawi.

## Biographie

### Origines et études
Maliam Mdoko est l'aînée d'une famille de sept enfants. Elle est originaire du village de Mleu, autorité traditionnelle de Tambala à Dedza. Elle est sélectionnée à l'école secondaire de Malosa en 1992,,,.

## Carrière
Avant de prendre la tête de la MIA, Maliam Mdoko rejoint en 2001, lorsqu'elle le cabinet Kanjere and Associates, où elle travaille pendant environ 10 ans. Elle commence en tant que stagiaire et est devenue architecte diplômée après avoir obtenu son baccalauréat en sciences de l'architecture,,.

## Réferences
1. ↑  (en) Newstral.com, « mwnation.com: «Maliam Mdoko: Malawi Institute of Architects president» », sur Newstral, 18 juin 2017 (consulté le 4 janvier 2024)
2. 1 2  (en-US) « African Women in Architecture: Five Inspiring Architects you should know - », 1er mai 2020 (consulté le 4 janvier 2024)
3. 1 2  (en-GB) Nadjath Akanni, « Black African Women ‘Killing It’ in Architecture », sur Teakisi, 22 septembre 2021 (consulté le 4 janvier 2024)
4. ↑  (en) Sara Caples et Everardo Jefferson, Many Voices: Architecture for Social Equity, Routledge, 3 décembre 2022 (ISBN 978-1-000-78587-6, lire en ligne)
5. ↑  (en) Hannah Sloan Wood, « Emerging female architects of East Africa », sur Medium, 13 janvier 2021 (consulté le 4 janvier 2024)
6. ↑  (en) « Maliam Mdoko: Malawi Institute of Architects president – MIA » (consulté le 4 janvier 2024)